# Feliks Pstrokoński
Feliks Władysław Pstrokoński (ur. 2 września 1895 w Dębinie, w pow. wieluńskim, zm. 30 kwietnia 1940 w Katyniu) – major piechoty Wojska Polskiego, kawaler Orderu Virtuti Militari, ofiara zbrodni katyńskiej.

## Życiorys
Syn Władysława i Marii z Mitkowskich. Absolwent szkoły handlowej w Kaliszu, szkoły technicznej Warszawie i Akademii Handlowej w Hamburgu (1914). Wstąpił do Legionów Polskich z przydziałem do 5 pułku piechoty. Na froncie do kryzysu przysięgowego. W 1918 został mianowany na stopień podporucznika. Internowany w Szczypiornie. Działał w POW. W 1919 przebywał w niewoli ukraińskiej, a po zwolnieniu wstąpił do Wojska Polskiego. W 1919 został mianowany na stopień porucznika. Walczył na wojnie z bolszewikami, jako dowódca 6. kompanii 29 pułku piechoty. 

17 maja 1922 został odznaczony orderem wojskowym „Virtuti Militari” V klasy, a we wniosku o jego nadanie, napisano m.in.:

Pod Kostiuchnówką kpt. Pstrokoński, gdy zaciął mu się karabin, podczas ofensywy utorował sobie drogę granatami ręcznymi do ziemianki, gdzie miał jeszcze karabiny i ponownie uzbrojony przedarł się przez opasujący go pierścień wroga i wrócił do kompanii.

Po zakończeniu wojny kontynuował służbę w 29 pp w Kaliszu. 3 maja 1922 został zweryfikowany w stopniu kapitana ze starszeństwem z 1 czerwca 1919 i 1407. lokatą w korpusie oficerów piechoty. Później został przeniesiony do 70 pułku piechoty w Pleszewie. Ukończył kurs w Centralnej Szkole Strzelniczej w Toruniu. 2 kwietnia 1929 został mianowany majorem ze starszeństwem z 1 stycznia 1929 i 31. lokatą w korpusie oficerów piechoty. W lipcu tego roku został zatwierdzony na stanowisku batalionu. W marcu 1931 został przeniesiony z 70 pp do 7 pułku piechoty Legionów w Chełmie na stanowisko dowódcy batalionu. W lipcu 1935 został zwolniony z zajmowanego stanowiska i oddany do dyspozycji dowódcy Okręgu Korpusu Nr II. W tym samym roku został przeniesiony w stan spoczynku i przydzielony do Oficerskiej Kadry Okręgowej Nr II. 
Podczas kampanii wrześniowej, po agresji ZSRR na Polskę z 17 września 1939 w nieznanych okolicznościach dostał się do niewoli sowieckiej. Przebywał w obozie jenieckim w Kozielsku. 28 kwietnia 1940 został przekazany do dyspozycji naczelnika Zarządu NKWD Obwodu Smoleńskiego – lista wywózkowa 052/4 z 27 kwietnia 1940, pozycja 97. 30 kwietnia 1940 został zamordowany w Katyniu przez funkcjonariuszy Obwodowego Zarządu NKWD w Smoleńsku oraz pracowników NKWD przybyłych z Moskwy na mocy decyzji Biura Politycznego KC WKP(b) z 5 marca 1940. Ofiary tej zbrodni grzebano w bezimiennych mogiłach zbiorowych, gdzie od 28 lipca 2000 mieści się oficjalnie Polski Cmentarz Wojenny w Katyniu. W miejscu tym prowadzone były ekshumacje i prace archeologiczne, jednak Feliks Władysław Pstrokoński nie został zidentyfikowany. W Archiwum Robla w pakiecie 03-01, figuruje na liście nazwisk – jeńców obozu w Kozielsku, w notatniku znalezionym przy szczątkach Łukasza Zwierkowskiego, a także został wymieniony w niedatowanej liście oficerów na jednej z kartek papieru znalezionych przy szczątkach Zygmunta Stasiewicza (pakiet 0712-03). 
Feliks Władysław Pstrokoński był żonaty, miał córki: Annę (ur. 10 lipca 1922), Marię (ur. 1 stycznia 1925) i Danutę (ur. 39 maja 1926), mieszkał w Warszawie.
5 października 2007 minister obrony narodowej Aleksander Szczygło mianował go pośmiertnie na stopień podpułkownika. Awans został ogłoszony 9 listopada 2007 w Warszawie, w trakcie uroczystości „Katyń Pamiętamy – Uczcijmy Pamięć Bohaterów”.

## Ordery i odznaczenia
- Krzyż Srebrny Orderu Wojskowego Virtuti Militari nr 6631[29] – 17 maja 1922[6][30][3][4]
- Krzyż Niepodległości – 9 października 1933 „za pracę w dziele odzyskania niepodległości"[31][2]
- Krzyż Walecznych czterokrotnie[32][2]
- Medal Pamiątkowy za Wojnę 1918–1921[33]
- Medal Dziesięciolecia Odzyskanej Niepodległości[33]
- Odznaka „Za wierną służbę”[33]
- Odznaka Pamiątkowa Więźniów Ideowych[33]
- Odznaka pamiątkowa Polskiej Organizacji Wojskowej[33]

## Upamiętnienie
13 kwietnia 2016, w ramach akcji „Katyń... pamiętamy” / „Katyń... Ocalić od zapomnienia”, w ogrodzie Pałacu Prezydenckiego został zasadzony Dąb Pamięci poświęconego wszystkim Ofiarom Zbrodni Katyńskiej, certyfikat z numerem 1.